# Saint Ansgar
St. Ansgar ist eine Stadt im Mitchell County am östlichen Ufer des Cedar River im Nordosten des US-Bundesstaates Iowa. Das U.S. Census Bureau hat bei der Volkszählung 2020 eine Einwohnerzahl von 1.160 auf einer Fläche von 2 km² ermittelt. St. Ansgar hat Anschluss an den U.S. Highway 218 und den IA 105. Weiterhin besitzt St. Ansgar einen Anschluss ans Eisenbahnnetz. 

## Geschichte
St. Ansgar ist nach dem Schutzheiligen Ansgar benannt. Da, wo heute St. Ansgar steht, gründete der dänischen Rev. Lauritz Claus Clausen im Dezember 1853 eine norwegisch-lutherische Kirche. Clausen bildete danach 21 weitere Gemeinden. 

## Söhne und Töchter der Stadt
- Ryan Hannam, NFL-Spieler